# Ectropothecium micholitzii
Ectropothecium micholitzii är en bladmossart som beskrevs av Brotherus 1900. Ectropothecium micholitzii ingår i släktet Ectropothecium och familjen Hypnaceae. Inga underarter finns listade i Catalogue of Life.